# SMS S 22
SMS S 22 – niemiecki niszczyciel z okresu I wojny światowej, dziesiąta jednostka typu S 13. Zatonął na minie na Morzu Północnym 26 marca 1916 roku .